# Kiss László (labdarúgó, 1952)
Kiss László (Budapest, 1952. október 17. – Leányvár, 2019. január 20.) labdarúgó, labdarúgóedző, sportvezető, sporttudosító. Aktív játékos éveit követően 18 éven át szolgálta a dorogi klubot különböző beosztásokban. Volt utánpótlás edző, technikai vezető, ügyvezető és elnök is.

## Pályafutása

### Labdarúgóként
Hivatalosan 1965-ben kezdte játékos éveit a fővárosi Keltex utánpótlás csapatában, és itt is vált felnőtt labdarúgóvá 1970-ben. Katona éveit  Ságváron, a helyi honvéd csapatában töltötte, majd 1973-ban igazolta le az NB. I/B-ben szereplő Bp. Volán SC. A közlekedésieknél másfél évadot töltött, majd Perbálra került egy szezon erejéig. A következő évben kereste meg az NB. I-be jutott Dorogi AC, így 1976 nyarától már a dorogiak igazolt játékosa lett. Első bajnoki mérkőzésére az 1976-1977-es évad nyitó meccsén került sor a Zalaegerszeg ellen. Első élvonalbeli gólját Győrben szerezte a Rába ETO ellen az 5. fordulóban, majd az azt követő fordulóban is eredményes volt a Bp. Honvéd elleni 2-2-es mérkőzésen.
Összesen 23 NB. I-es mérkőzést játszott és 4 gólt szerzett. Betalált még az MTK és a Békéscsaba kapujába. Tagja volt az MNK negyeddöntőben küzdött csapatnak is, ahol a legtöbb kupa-meccsen pályára is lépett. Érdekességként, Szombathelyen a Haladás elleni bajnoki meccsen Schnitzer kapust kiállították és edzője, Ivanics Tibor őt áldozta fel, hogy a cserekapus bejöhessen. A dorogiak a bajnokság végén kiestek az élvonalból. Ezt követően három teljes évadban az NB. II-es csapat tagjaként folytatta.
Legemlékezetesebb mérkőzései közül a BKV Előre elleni idegenbeli bajnokit lehetne kiemelni, ahol a mezőny legjobbja volt, ahol az ő két góljával nyertek a dorogiak, valamint a kubai válogatott elleni mérkőzést szintén az ő góljával nyerték. Alapjában véve nyugodt, fegyelmezett játékos volt, mégis furcsa módon csatár létére egymást követő két évadban is ő volt az egyetlen játékos a dorogi csapatból, akit kétszer is kiállítottak ugyanazon bajnoki évadon belül. 1980-ban felhagyott a hivatásszerű labdarúgással. Levezetésként néhány alacsonyabb osztályban szereplő Komárom megyei csapatban játszott, végül 1985-ben végleg abba hagyta az aktív játékot.

### Edzőként
Közel egy teljes évtizeden át különböző területeken dolgozott, többek között a Biztosítónál és orvosi műszereket forgalmazó cégnél, amikor 1994-ben egykori klubja, a Dorogi Bányász hívta soraiba edzőként. TF edző-tanfolyamot végzett és a különböző korosztályú utánpótlás csapatok edzését és versenyeztetését végezte négy éven keresztül.

### Sportvezetőként
1998 nyarán a felnőtt csapat technikai vezetőjének nevezték ki. Innentől kezdve a dorogi klub adminisztratív ügyeit intézte. Megbízhatóság, pontosság és a klubszeretet jellemezte munkáját. Kifogástalan modorával, közvetlenségével, szerénységével, kedélyes jellemével nem csak saját kollégái, játékosai és a dorogi szurkolók, de az ellenfelek egyesületeinek tagjainak megbecsülését és elismerését is kiváltotta. 2001-ben a Dorogi FC első embere lett. Az ezredfordulón az MLSZ által előírtaknak megfelelően, minden magasabb osztályban szereplő klubot kötelezték a Kft rendszerben történő átalakulásra és működésre. A dorogi labdarúgó Kft ügyvezetőjének választották. Sokat tett a dorogi stadion rekonstrukciós pályázat elnyerésért, a klub hagyományőrző rendezvényeiért és a Dorogi Sportmúzeum népszerűsítéséért. Öt éven át vezette az egyesületet, majd 2006-ban átadta az elnöki széket Szauter Tamásnak, ő pedig visszatért a technikai vezetői beosztáshoz. 2012-ben nyugdíjba vonult. A klubbal való megállapodás szerint a 2011-2012-es bajnoki évad zárásáig végezte munkáját. Hivatalos búcsúztatására a Dorog utolsó hazai bajnoki mérkőzésén került sor, ahol családjával közösen végezte el a mérkőzés kezdőrúgását. A több, mint két évtizednyi dorogi sportmunkálkodásával párhuzamban tudósításokat adott a dorogi csapat mérkőzéseiről és az egyesületet érintő tudnivalókról a megyei újságok részére.

## Sikerei, díjai
Valamennyi sikerét és elismerését sportvezetőként érte el.
- Bajnoki ezüstérmes (NB III - 2012)
- Bajnoki bronzérmes (NB II - 1999)
- NB. I-be jutás (kiemelt másodosztály - 2000)
- Magyar Kupa Megyei kupa-győztes (1999)

## Családja
A Dorog melletti Leányváron élt családjával. Két gyermek édesapja. Fia, ifj. Kiss László szintén a Dorogi FC labdarúgója volt, lánya lévén pedig nagypapa volt.